# 얄덴플라이쥐
얄덴플라이쥐(학명: Otomys yaldeni)는 설치류의 일종이다. 에티오피아의 토착종이다. 아프리카플라이쥐속에 포함되는 작은 종이다. 등 쪽은 갈색을 띠는 반면에 배 쪽은 연한 회색이다. 자연 서식지는 해발 2,650~3,800m의 초본 식물 숲이다. 종소명은 영국 동물학자 얄덴(Derek Yalden)의 이름에서 유래했다.